# Umm Safa
Umm Safa ou Um Al-Safa, en arabe : أم صفا, est un village du gouvernorat de Ramallah et Al-Bireh en Palestine. Il est situé à 12 km au nord de Ramallah et au centre de la Cisjordanie.
Selon le recensement du bureau central palestinien des statistiques, la localité compte une population de 681 habitants en 2017.